# ایالا پروکاسیا
ایالا پروکاسیا (عبری: אילה פרוקצ'יה‎؛ زادهٔ ۱۹۴۱ در کیبوتص) قاضی پیشین دادگاه عالی اسرائیل است.